# روبان قرمز (فیلم)
روبان قرمز فیلمی به کارگردانی و نویسندگی ابراهیم حاتمی‌کیا محصول سال ۱۳۷۷ است. این فیلم در دی ۱۳۷۸ بر روی پرده سینما رفت.

## خلاصه فیلم
محبوب دختر تنها و جنگ زده اهل جنوب که خانواده اش را در جنگ از دست داده، پس از مدتی به خانه پدری اش بازمی‌گردد تا آنجا زندگی کند؛ اما آنجا را ویرانه ای می‌بیند که با روبان‌های قرمز تقسیم‌بندی شده و مردی به نام داوود (پرویز پرستویی) آنجا زندگی می‌کند و از پایان جنگ تا آن زمان به پاکسازی منطقه پرداخته و مین‌ها را خنثی کرده است.
محبوبه پس از سکونتش در خانه ویرانش، به صورت تصادفی تانکی را زیر آوار پیدا می‌کند و تصمیم می‌گیرد آن را بفروشد. او به مردی افغان و تنها به نام جمعه (رضا کیانیان) که نگهبان گورستان تانک است پیشنهاد فروش تانک خود را می‌دهد.
در این بین، جمعه و داوود به محبوبه علاقمند می‌شوند. داوود که شخصیتی خشن و کم حرف است عشق خود را بروز نمی‌دهد تا اینکه روزی بر اثر انفجار مین، داوود زخمی می‌شود و جمعه او را به بیمارستان می‌برد و در برگشت محبوبه به عشق او نسبت به خودش پی می‌برد و زمانی که داوود و جمعه درگیر می‌شوند و تانک بدون سرنشین با خیمه داوود برخورد می‌کند، طی اتفاقی نمادین، ناگهان چشمه از زمینی برهوت می‌جوشد و فیلم تمام می‌شود.

## بازیگران
- پرویز پرستویی
- رضا کیانیان
- آزیتا حاجیان

## جشنواره‌ها
جشنواره‌ها و جوایز فیلم روبان قرمز به قرار زیر است:

### جشنواره فیلم فجر - دوره هفدهم
- سیمرغ بلورین بهترین کارگردانی بخش بین‌الملل (ابراهیم حاتمی‌کیا)
- سیمرغ بلورین نقش اول زن بخش بین‌الملل (آزیتا حاجیان)
- سیمرغ بلورین بهترین تدوین بخش مسابقه سینمای ایران (هایده صفی‌یاری)
- دیپلم افتخار بهترین فیلمبرداری (حسن پویا)
- کاندیدا بهترین کارگردانی (ابراهیم حاتمی‌کیا)
- کاندیدا بهترین جلوه‌های ویژه (محسن روزبهانی)
- کاندیدا بهترین صداگذاری (محسن روشن)
- کاندیدا بهترین طراحی صحنه (پرویز شیخ‌طادی)
- کاندیدا بهترین موسیقی متن (محمدرضا علیقلی)
- کاندیدا بهترین چهره پردازی (مهرداد میرکیانی)

### جشن خانه سینما - دوره سوم
- تندیس زرین عنوان بندی (تیتراژ) (ابراهیم اصغرزاده)
- کاندیدا بهترین فیلمبرداری (حسن پویا)
- کاندیدا بهترین کارگردانی (ابراهیم حاتمی‌کیا)
- کاندیدا نقش اول زن (آزیتا حاجیان)
- کاندیدا بهترین صداگذاری و میکس (محسن روشن)
- کاندیدا بهترین صدابرداری (محمود سماک‌باشی)
- کاندیدا بهترین طراح فیلم (پرویز شیخ‌طادی)
- کاندیدا بهترین تدوین (هایده صفی‌یاری)
- کاندیدا بهترین چهره پردازی (مهرداد میرکیانی)
- کاندیدا بهترین موسیقی متن (محمدرضا علیقلی)

### حضور در جشنواره‌های داخلی و خارجی
- جشنواره دفاع مقدس ـ دوره هشتم
- جشنواره بین‌المللی فیلم سن سباستین ـ دوره چهل و هفتم
- جشنواره بین‌المللی فیلم بلگراد ـ بیست و هشتم
- جشنواره بین‌المللی فیلم لندن ـ دوره چهل و هفتم
- جشنواره بین‌المللی فیلم‌های ایرانی در موزه هنرهای زیبای هیوستن
- جشنواره بین‌المللی فیلم گوتنبرگ ـ دوره بیست و سوم
- جشنواره برنامه فیلم‌های ارزشمند آسیا در سینما بونکه زا توکیو
- جشنواره بین‌المللی فیلم مینیاپلیس ـ دوره هجدهم
- جشنواره بین‌المللی فیلم هنگ کنگ ـ دوره بیست و چهارم
- جشنواره بین‌المللی فیلم‌های ایرانی موزه هنرهای زیبای بوستن ـ دوره هفتم
- جشنواره بین‌المللی فیلم فیلادلفیا ـ دوره نهم
- جشنواره بین‌المللی فیلم‌های ایرانی در مرکز فرهنگی جوانان مقدونیه ـ دوره دوم